# Drienovec
Drienovec – wieś (obec) na Słowacji położona w kraju koszyckim, w powiecie Koszyce-okolice. Pierwsze wzmianki o miejscowości pochodzą z roku 1335. 
Według danych z dnia 31 grudnia 2012, wieś zamieszkiwało 2157 osób, w tym 1093 kobiety i 1064 mężczyzn.
W 2001 roku rozkład populacji względem narodowości i przynależności etnicznej wyglądał następująco:
- Słowacy – 63,87%
- Czesi – 0,11%
- Polacy – 0,06%
- Romowie – 1,77%
- Ukraińcy – 0,11%
- Węgrzy – 33,5%

Ze względu na wyznawaną religię struktura mieszkańców kształtowała się w 2001 roku następująco:
- Katolicy rzymscy – 95,89%
- Grekokatolicy – 0,51%
- Ewangelicy – 0,06%
- Ateiści – 1,2%
- Nie podano – 0,8%